# Ooencyrtus clisiocampae
Ooencyrtus clisiocampae är en stekelart som först beskrevs av William Harris Ashmead 1893.  Ooencyrtus clisiocampae ingår i släktet Ooencyrtus och familjen sköldlussteklar. Inga underarter finns listade i Catalogue of Life.